# Unser Freund das Atom
Unser Freund das Atom (Originaltitel: Our Friend the Atom) ist ein US-amerikanischer dokumentierender Fernsehfilm von Hamilton Luske aus dem Jahr 1957.

## Handlung
Die Dokumentation beginnt mit Jules Vernes Erzählung 20.000 Meilen unter dem Meer und der Vision des Schriftstellers, wie nutzbringend man Atomenergie einsetzen könnte. Tatsächlich wurden Jahre später U-Boote mit Atomkraft angetrieben und damit die Nukleartechnik geboren. Im Zeichen des Atoms wollte man zeigen, was alles möglich ist und plante eine Ausstellung in Disneyland, die zeigen sollte, wie Atomkraft wirksam wird. Der Weg dorthin wird in diesem Film beschrieben.
Dr. Heinz Haber berichtet, wie das begleitende Buch zu dieser Ausstellung entstand. Dabei stellten die Autoren fest, dass die Geschichte des Atom wie ein Märchen ist von 1001 Nacht: Der Fischer und der Dämon (analog Aladin und die Wunderlampe). So wie der Fischer den Dämon aus der Lampe befreit, so haben die Wissenschaftler die Kraft des Atoms im Uran befreien können. Mit einem Geigerzähler demonstriert Haber, dass der Dämon tatsächlich in dem Gestein gefangen ist. Die Geschichte des Atoms beginnt in Griechenland, 400 Jahre vor Christus, als man glaubte, dass alle Dinge aus den vier Grundelementen (Feuer, Wasser, Erde, Luft) bestehen würden und schon damals Demokrit davon ausging, dass man diese Elementen in weitere, kleinere Bestandteile zerlegen könnte. Er gab diesen Teilchen den Namen Atomos, was „unteilbar“ bedeutet. Ihm widersprach jedoch Aristoteles, der diese Theorie damit erschütterte, dass Luft nicht aus kleinen Teilchen bestehen könne, weil sie dann zu Boden fallen müsste. Und so beherrschte Aristoteles Denkweise die Menschheit in den nächsten zwei Jahrtausenden und die Idee des Atoms ging wieder verloren. Im 17. Jahrhundert ging der Mensch über das bloße Denken hinaus und begann zu handeln nach dem Motto: „Sehen ist glauben“. Er erfand das Fernrohr, mit dem er bis zum Mond sehen konnte und entdeckte die Planeten. Er entdeckte das All in seiner unendlichen Weite. Ebenso entdeckte er das Mikroskop, dass es ihm ermöglichte, eine Mikrowelt zu entschlüsseln und die verborgensten Details der Dinge zu sehen. Wassertropfen enthüllten sich als belebte Welten, erfüllt mit tausenden von winzigen Tieren und Pflanzen. Ebenso entdeckte der Mensch die Welt der Kristalle und die dahinter verborgenen Atome, die die Strukturen hervorrufen. Diese konnte er allerdings mit diesem frühen Mikroskop nicht sehen, sondern nur ahnen. Einer der ersten, der die Atomwelt wissenschaftlich erforschte, war John Dalton. Ihm folgte der Italiener Amadeo Avogadro, der die Moleküle entdeckte.
Haber erklärt, dass sich Atome ständig in Bewegung befinden, was sich bei Erwärmung noch verstärkt. Bei starker Erwärmung verbrennen Moleküle nicht, sondern gruppieren sich nur um. Mit dieser Erkenntnis und der Nutzbarmachung der Kraft von Wasserdampf wurde das Zeitalter der Technik eingeleitet. Dampfmaschinen wurden gebaut und unter anderem Strom erzeugt. Um dazu nicht die kostbare Kohle zu verheizen und diese Vorräte der Energiegewinnung zu opfern, forschten die Wissenschaftler nach einer Alternative. Henri Becquerel entdeckte die Radioaktivität im Uran, was Pierre und Marie Curie aufgriffen und ein neues Element entdeckten: Radium. Dieses scheinbar pausenlos Energie ausstrahlende Element blieb lange ein Rätsel, bis man erkannte, dass Blei die radioaktiven Elemente abschirmen und ihre Kraft in eine bestimmte Bahn lenken kann. Durch Ernest Rutherfords Erforschung des Atomkerns wurde der gesamte Aufbau von Atomen entschlüsselt und man fand heraus, dass die Radioaktivität darin begründet liegt, dass einige Elemente soviel Protonen in ihrem Atomkern beherbergen, dass dieser instabil wird und einzelne Protonen diesen Kern verlassen und als Strahlung nach außen dringen. Obwohl jedes Atom immer nur einmal ein Proton abgeben kann, sind doch so unzählig viele Atome vorhanden, dass die Strahlung sehr lange anhalten kann. Um diese Energie zu nutzen, fanden die Wissenschaftler die Möglichkeit der Spaltung von Atomkernen, die sich in einem Schneeballsystem fortsetzt und so eine Kettenreaktion auslöst.
Bei seiner ersten Anwendung hatte der Mensch den „Dämon“ entfesselt und die Atomenergie als Bombe genutzt. Danach versuchte er die Kraft zu bändigen und es gelang ihm, die Atomspaltung kontrollierbarer zu gestalten und als Energiequelle zu nutzen. In einem Atomreaktor wird die Kraft gezähmt und kann friedlich genutzt werden.
Man plante, die Atomenergie zur Stromerzeugung zu nutzen, atomgetriebene Schiffe und Flugzeuge zu bauen. Atomenergie wäre sauber, geräuschlos und ergiebig. Auch für die Medizin und die Forschung soll Radioaktivität genutzt werden.
Dr. Heinz Haber appelliert am Ende der Dokumentation, dass der „Dämon des Atoms“ immer unser Freund bleiben möge. Es liege in unserer Hand, von den Schätzen des Atoms weisen Gebrauch zu machen.

## Produktion
Der Film wurde im Auftrag der US-amerikanischen Regierung produziert, um das Image der Kernphysik zu verbessern. Er erschien am 23. Januar 1957 im Rahmen der Disney-Fernsehreihe Disneyland. Ursprünglich sollte diese Dokumentation unter dem Titel Adam to Atom laufen, da dieser Titel allerdings nicht zur Disneyland-Show passte, wurde der Film umbenannt.
Zum Film erschien auch ein Buch unter dem Titel The Walt Disney Story of Our Friend the Atom, das von Walt Disney und Heinz Haber entwickelt wurde.

## Rezeption
Der Journalist Rainer Hank schrieb 2011 über den Film und seinen Entstehungskontext: 
„Es lohnt, den Walt-Disney-Streifen heute anzusehen […], um eine Ahnung zu kriegen, wie besoffen die Nachkriegszeit vom Segen des Atoms war. Wer damals die Kernkraft ‚nur‘ als ‚Brückentechnologie‘ bezeichnet hätte, wäre von der Mehrheit der Zeitgenossen verlacht worden. Sie zur Energiegewinnung zu nutzen, war die niederste Stufe des Atomsegens: Autos, U-Boote, Flugzeuge, im Grunde das ganze Leben, sollten vom Atom angetrieben werden. Der Traum von der friedlichen Atomindustrie sei die ‚Integrationsideologie der fünfziger Jahre‘, schreibt der Historiker Joachim Radkau 1983 in seinem […] Standardwerk über ‚Aufstieg und Krise der deutschen Atomwirtschaft‘.“
Das Satiremagazin extra 3 des NDR parodierte den Film 2007 in mehreren Folgen unter dem Titel „Keine Angst vorm Atom!“, in denen „Atomi“ den unwissenden und besorgten „Dr. Schmidt“ in zynischer Weise auf die Ungefährlichkeit der Atomenergie hinweist.